# Grosbois
Grosbois és un municipi francès situat al departament del Doubs i a la regió de Borgonya - Franc Comtat. L'any 2007 tenia 251 habitants.

## Demografia

### Població
El 2007 la població de fet de Grosbois era de 251 persones. Hi havia 71 famílies de les quals 8 eren unipersonals (8 dones vivint soles i 8 dones vivint soles), 25 parelles sense fills i 38 parelles amb fills.
La població ha evolucionat segons el següent gràfic:
Habitants censats

### Habitatges
El 2007 hi havia 82 habitatges, 78 eren l'habitatge principal de la família, 1 era una segona residència i 3 estaven desocupats. 80 eren cases i 2 eren apartaments. Dels 78 habitatges principals, 69 estaven ocupats pels seus propietaris i 9 estaven llogats i ocupats pels llogaters; 1 tenia dues cambres, 1 en tenia tres, 16 en tenien quatre i 60 en tenien cinc o més. 72 habitatges disposaven pel capbaix d'una plaça de pàrquing. A 27 habitatges hi havia un automòbil i a 49 n'hi havia dos o més.

### Piràmide de població
La piràmide de població per edats i sexe el 2009 era:
| Homes | Edats   | Dones |
| ----- | ------- | ----- |
| 0     | 95 o +  | 0     |
| 0     | 90 a 94 | 0     |
| 0     | 85 a 89 | 4     |
| 0     | 80 a 84 | 0     |
| 4     | 75 a 79 | 4     |
| 0     | 70 a 74 | 4     |
| 0     | 65 a 69 | 0     |
| 8     | 60 a 64 | 4     |
| 8     | 55 a 59 | 4     |
| 4     | 50 a 54 | 12    |
| 0     | 45 a 49 | 0     |
| 8     | 40 a 44 | 12    |
| 16    | 35 a 39 | 4     |
| 12    | 30 a 34 | 12    |
| 4     | 25 a 29 | 0     |
| 8     | 20 a 24 | 4     |
| 4     | 15 a 19 | 8     |
| 8     | 10 a 14 | 16    |
| 4     | 5 a 9   | 16    |
| 4     | 0 a 4   | 4     |

## Economia
El 2007 la població en edat de treballar era de 154 persones, 114 eren actives i 40 eren inactives. De les 114 persones actives 109 estaven ocupades (60 homes i 49 dones) i 5 estaven aturades (2 homes i 3 dones). De les 40 persones inactives 13 estaven jubilades, 16 estaven estudiant i 11 estaven classificades com a «altres inactius».

### Ingressos
El 2009 a Grosbois hi havia 79 unitats fiscals que integraven 222 persones, la mediana anual d'ingressos fiscals per persona era de 17.081 €.

### Activitats econòmiques
Dels 5 establiments que hi havia el 2007, 2 eren d'empreses de construcció, 1 d'una empresa de comerç i reparació d'automòbils, 1 d'una empresa d'hostatgeria i restauració i 1 d'una empresa de serveis.
Dels 2 establiments de servei als particulars que hi havia el 2009, 1 era una fusteria i 1 restaurant.
L'any 2000 a Grosbois hi havia 5 explotacions agrícoles que ocupaven un total de 435 hectàrees.

## Poblacions més properes
El següent diagrama mostra les poblacions més properes.